# Bernard Pares

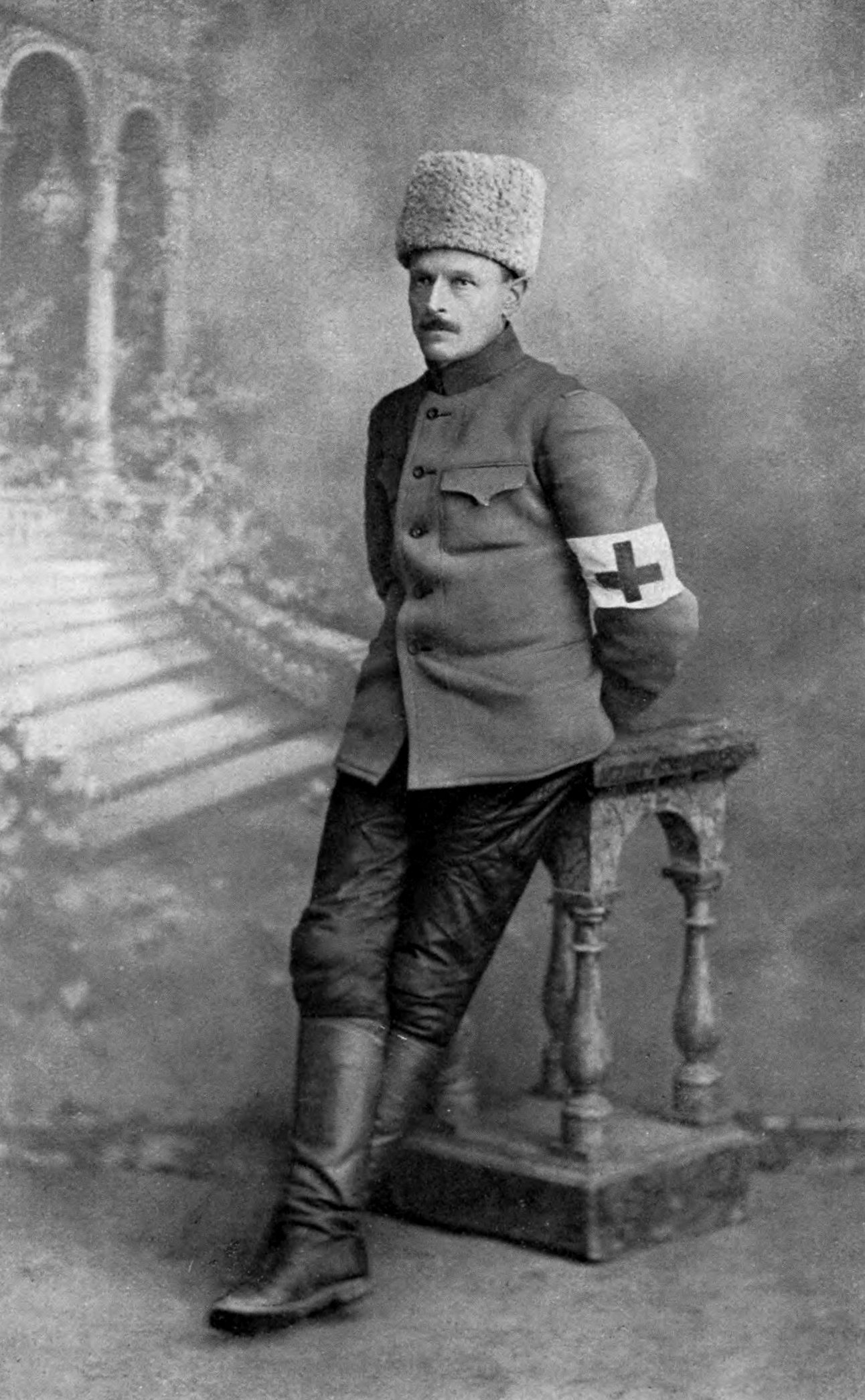
Retrato de Bernard Pares

Bernard Pares (1867-1949) fue un historiador británico, especializado en el estudio de Rusia. Fue padre del también historiador Richard Pares.
Fue autor de obras como Russia and Reform (E.P. Dutton & Company, 1907), Day by day with the Russian army (Constable, 1915), A History of Russia (1926), Moscow Admits a Critic, The Fall of the Russian Monarchy: A Study of the Evidence (Knopf, 1939), Russia (Allen Lane Penguin Books, 1940), Russia and the Peace (The MacMillan Co., 1944) o King George III and the Politicians, entre otras.
Escribió dos obras de carácter autobiográfico, My Russian Memoirs (Messrs. Cape, 1931) y A Wandering Student: The Story of a Purpose (Siracuse University Press, 1948).